# Ми удвох (фільм, 2015)
«Ми удвох» (зулу Thina Sobabili) — південно-африканський драматичний фільм, знятий Ернестом Нкосі. Прем'єра стрічки відбулась 31 липня 2015 року в ПАР. Фільм був висунутий Південно-Африканською Республікою на премію «Оскар-2016» у номінації «найкращий фільм іноземною мовою».

## У ролях
- Мфо Модікоане — Мандла
- Зето Дхладла — Сбу
- Зіхона Содлака — Золека
- Річард Лукунку — Шхало
- Еммануель Нкосіназі Гвева — Зулані
- Бусісіве Мтшалі — Зенеле
- Хазел Мхлаба — Тумі
- Зембі Ньяндені — Гого

## Визнання
| Нагороди та номінації фільму «Ми удвох» | Нагороди та номінації фільму «Ми удвох» | Нагороди та номінації фільму «Ми удвох» | Нагороди та номінації фільму «Ми удвох» | Нагороди та номінації фільму «Ми удвох» | Нагороди та номінації фільму «Ми удвох» |
| Рік                                     | Нагорода                                | Категорія                               | Номінант                                | Результат                               |                                         |
| --------------------------------------- | --------------------------------------- | --------------------------------------- | --------------------------------------- | --------------------------------------- | --------------------------------------- |
| 2015                                    | Панафриканський кінофестиваль           | Приз глядацької аудиторії               | «Ми удвох»                              | Перемога                                |                                         |
| 2015                                    | Йоганнесбурзький кінофестиваль          | Приз глядацької аудиторії               | «Ми удвох»                              | Перемога                                |                                         |
| 2015                                    | Руандійський кінофестиваль              | Сільвербек за найкращий фільм           | «Ми удвох»                              | Перемога                                |                                         |